# Gintaras Pukas
Gintaras Pukas (* 12. August 1950 in Kaunas, Litauen) ist ein litauischer Rechtsanwalt und ehemaliger Politiker, stellvertretender Minister für internationale Wirtschaftsbeziehungen und Bürgermeister von Kaunas.

## Leben
Nach dem Abitur an der 6. Mittelschule Kaunas absolvierte er 1974 ein Diplomstudium an der Rechtsfakultät der Universität Vilnius. Von 1968 bis 1973 arbeitete er am Statybos ir architektūros institutas und an der Universität Vilnius. Er war Anwalt in Panevėžys, von 1976 bis 1983 Leiter der Anwaltskanzlei Panevėžys, danach Leiter der Kanzlei Kaunas und Gründer der eigenen Anwaltskanzlei „Pukas ir partneriai“ 1995. Nach der Erklärung der litauischen Unabhängigkeit (von April 1990 bis Oktober 1991) war er Vorsitzender des Deputatenrats Kaunas (Bürgermeister), danach litauischer Vizeminister, Stellvertreter des Ministers für internationale Wirtschaftsbeziehungen.
Von 1976 bis 2002 war er Mitglied des Präsidiums der Rechtsanwaltskammer Litauens.